# الاتجاه الوضعي الاجتماعي (مدرسة فلسفية)

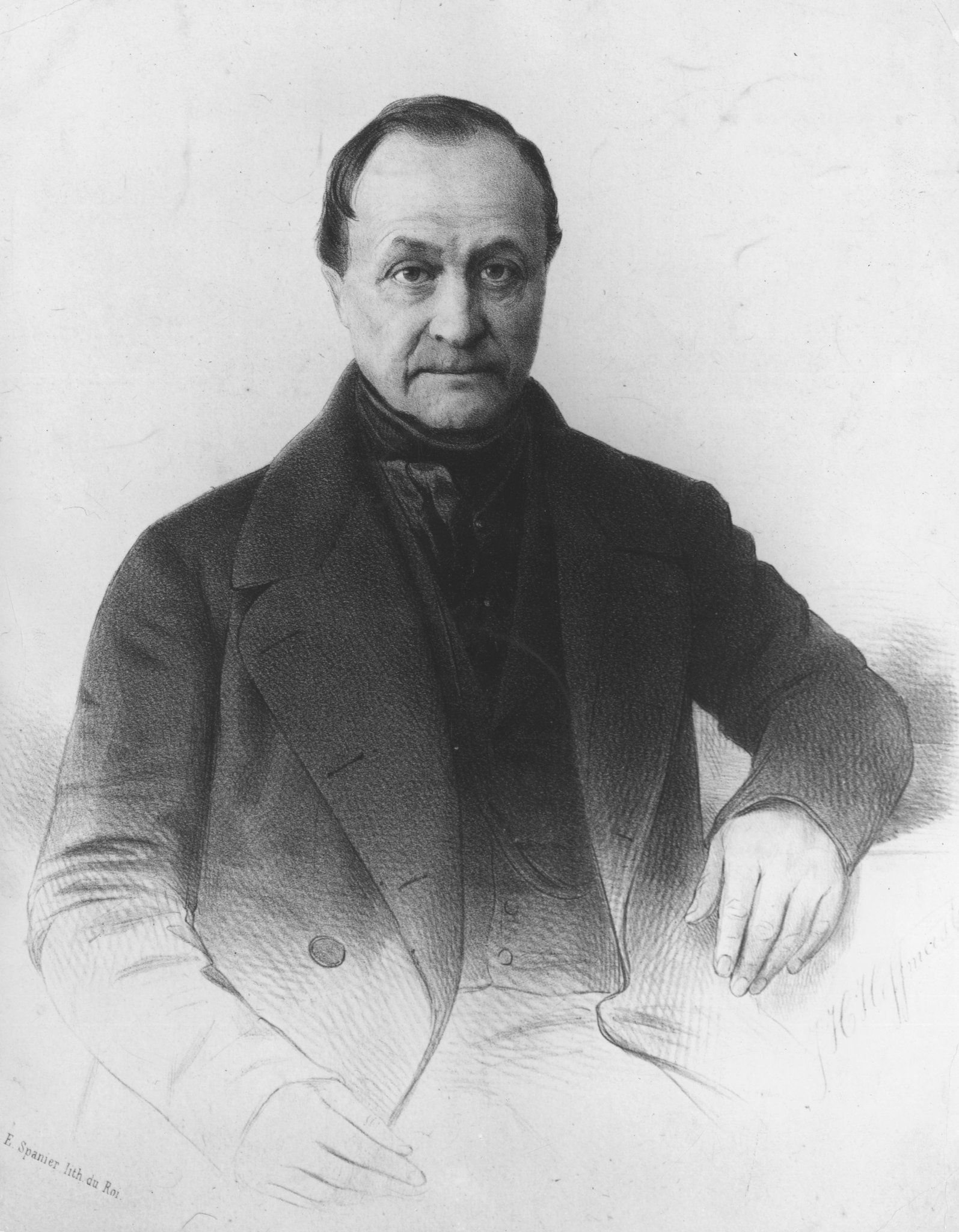
أوجست كونت.

الاتجاه الوضعي الاجتماعي: هي أول المدارس الفلسفية في العصر الحديث التي اتخذت موقفاً نقدياً من فلسفة القرن التاسع عشر التي حلّقت في سماء الفكر المجرد فَبَعُدَتْ عن الواقع المحسوس، ومن ثم جاءت هذه المدرسة رداً عنيفاً عليهم. ويمثّل المدرسة الوضعية الإجتماعية ثلاثة من الفلاسفة، وهم في الوقت نفسه من أقطاب علماء الاجتماع وهم:
- أوجست كونت.
- إميل دور كايم.
- ليفي بريل.

## التسمية
أوغست كونت هو أول من وضع هذا الاسم واطلقه على فلسفته، فهي فلسفة وضعية لأن كونت كان يؤمن بأن على العلم أن يمدنا بالقوانين التي نسيطر بها على الطبيعة، ولا سبيل إلى ذلك إلا باللجوء إلى التجربة. ومن ثم جاءت هذه الفلسفة ضرباً من التجريبية، وهي اجتماعية لأن روادها علماء اجتماع ولأنها ردت ناحية أخرى المعرفة، وصنوف الظواهر الأخرى إلى الحياة الاجتماعية. فقد رفض أصحاب هذا الاتجاه الفلسفي العقل مصدراً لتحصيل المعرفة على نحو ما زعم العقلانيون، وذهبوا إلى أن المبادئ الكلية الضرورية التي يقول بها الفكر العقلاني إنما هي ترتد في النهاية، إلى تصورات المجمتمع إذ انها من وضع العقل الجمعي.يشهد بهذا تاريخ العلم حيث يبين لنا اختلاف هذه في كل فترة من فترات التاريخ، فما يسود لدينا الآن من مبادئ يختلف دون شك عن تلك التي كانت سائدة لدى الإنسان البدائى مثلاً مما يؤكد أن هذه ليست المبادئ ثابتة غير متغيرة كما أكد العقليون الفلاسفة ولذلك فإن هذه المدرسة أرادت للفلسفة أن تكون علماً وضعياً تنحصر وظيفته في دراسة الظواهر الفلسفية التي توجد عند جماعة بشرية يحدها زمان معين ومكان محدد.
«المنهج» 
وتستخدم هذه الدراسة المنهج الاستقرائى التجربة المستخدم في العلوم الطبيبعية، وهو المنهج الذي أرادت هذه المدرسة الوضعية منهجاً للعلوم الاجتماعية كلها.ذلك أن الاكتشافات الباهرة التي حققها علم الطبيعة في العصر الحديث هذا العلم في الإمداد بالأدوات التي تزيد من رفاهية الإنسانية، وكل ذلك جعل أتباع هذه المدرسة ينشدون تطبيق المنهج التجريبى المستخدم في العلوم الطبيعية وفي الفلسفة وعلم الاجتماع وغيرها من العلوم الإنسانية الأخرى عساها ان تحقق ما أحرزته العلوم الطبيعية من نجاح وازدهار
ومن ثم جاءت هذه المدرسة ثورة عارمة على الفلسفة القبلية الميتافزيقية التي نادت بوجود مبادئ قبلية سايقة على التجربة الحسية، ولذلك فإنها أنكرت كل تفكير ميتافزيقي، واستبعدت البحث في العلل البعيدة ورأت ان البحث لا ينبغي أن يتعدى دراسة الواقع المحسوس دراسة قائمة على التجربة والاستقراء.ومن ثم كانت الحقائق-عند أصحاب هذا الاتجاه الفلسفي-حقائق جزئية نسبية متغيرة، وليست كلية مطلقة كما زعم أصحاب الاتجاهات العقلية من الفلاسفة.

## أطوار التفكير الإنساني
ويؤكد أوجست كونت أن تاريخ التفكير الإنساني أكبر شاهد على نسبية الحقائق هذه وجزئيتها وتغيرها وارتباطها بزمنها ومكانها بل وظروف أصحابها. ذلك أن كونت يرى أن التفكير الإنساني قد مرّ بثلاث مراحل أو أطوار هي:
- الطور اللاهوتي.
- الطور الميتافيزيقي.
- الطور العلمي الوضعي.

فلقد كان العقل الإنساني في بادئ الأمر يوجّه اهتمامه في تفسيره للظواهر إلى العلل الأولى التي تنتج عنها هذه الظواهر. إذ كان يرى فيها نتيجة لتأثر عوامل خارقة للطبيعة. ثم مالَبِثَ هذا العقل أن استعاض عن هذه القوى الخارقة للطبيعة بقوى مجرّدة يلجأ إليها لتفسير الظواهر التي تدور حوله، ومن ثم انتقل العقل الإنساني من الحالة اللاهوتيّة الأولى إلى حالة ثانية هي كل مايطلق عليها اسم الحالة الفيزيائية. إلّا أن العقل الإنساني أدرك بعد ذلك أن الوصول إلى معاني مُطْلَقَة مستحيلة، ومن ثم انصرف عن البحث في العِلل البعيدة للظواهر مكتفياً بالكشف عن القوانين التي تسيطر على هذه الظواهر وتحكمها، وهذه هي المرحلة العلميّة الوضعيّة في تاريخ العقل الإنساني، ولذلك فإن العقل في هذه المرحلة قد عَزِفَ عن البحث في أصل الكون ومصيره أو عِلله الأولى، و كرّس نفسه للكشف عن القوانين التي تسيطر على الظواهر في التجربة الخارجية، و كما أراد هذا الاتجاه الفلسفي للفلسفة أن تصطبغ بصبغة واقعية تجريبية منطقية قائمة على المنهج الاستقرائي التجريبي المستخدم في العلوم الطبيعية؛ بل وتمتد هذه النظرة الوضعية من الفلسفة إلى علم الأخلاق أيضاً.